# Călătorie interstelară

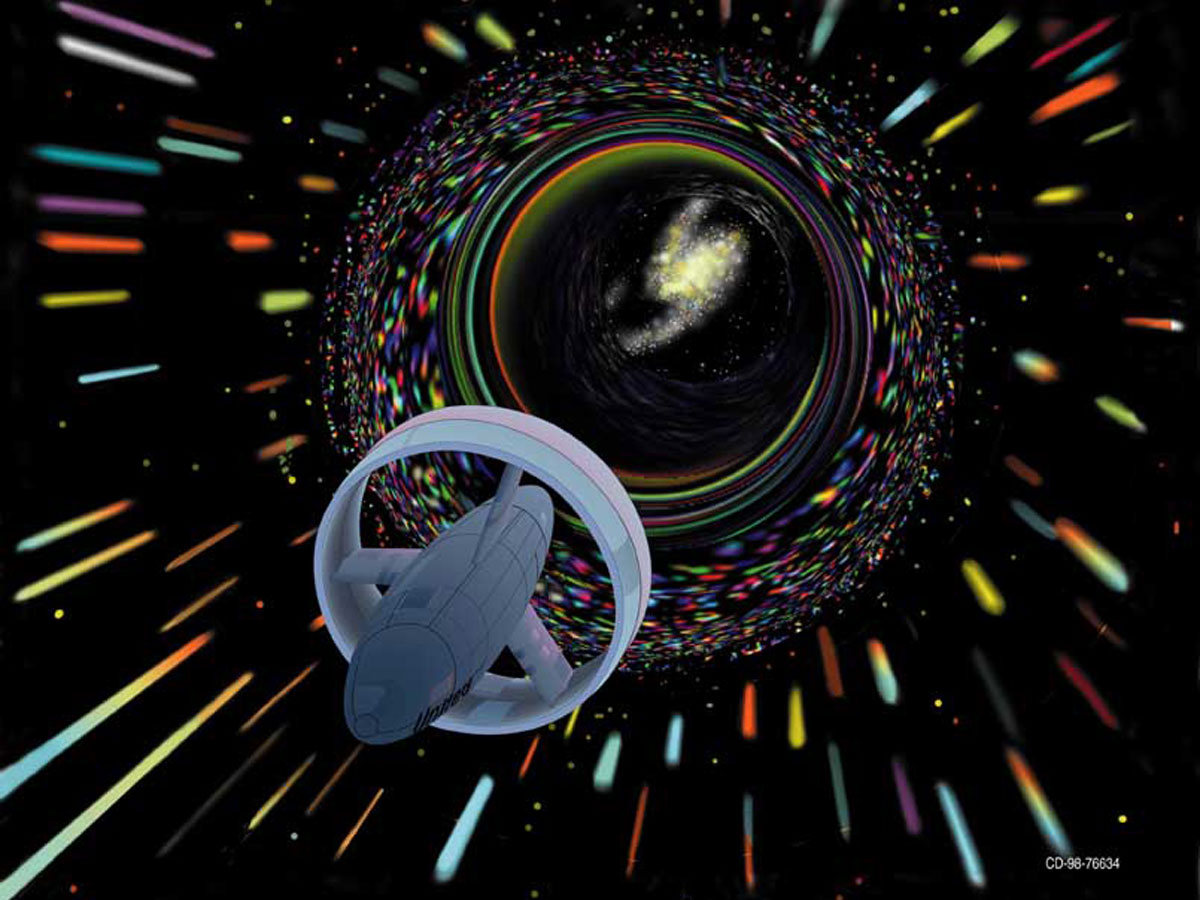
Reprezentare artistică a unei călătorii ipotetice printr-o gaură de vierme.

Călătoria interstelară sau zborul interstelar este o călătorie cu sau fără echipaj uman care are loc între stele. Conceptul de călătorie interstelară cu ajutorul navelor spațiale (stelare) este o temă comună în științifico-fantastic. Călătoria interstelară este conceptual mult mai dificilă decât călătoria interplanetară care are loc între planetele unui același sistem stelar. Călătoria intergalactică (adică călătoria între galaxii diferite) ar fi totuși mult mai dificilă decât cea interstelară.
Multe lucrări științifice au fost publicate în legătură cu aceste concepte. Având în vedere timpul necesar de călătorie cât și munca inginerească, atât călătoria interstelară fără pilot cât și cea cu animare suspendată par posibile, deși ambele prezintă provocări considerabile din punct de vedere tehnologic și economic, de aceea este puțin probabil ca omenirea să lanseze astfel de nave spațiale în viitorul apropiat, mai ales cele cu echipaj uman. NASA, ESA și alte agenții spațiale au fost implicate în cercetări privind aceste zboruri timp de mai mulți ani și au ajuns la o serie de abordări teoretice.
Necesarul de energie pare a face nepractică călătoria interstelară pentru navele de o singură generație , fiind mai sigur de realizat călătoria cu echipaj în stare de animare suspendată în nave puternic ecranate împotriva pericolelor din mediul interstelar.

## Dificultățile călătoriei interstelare
Principala provocare cu care se confruntă realizarea unei călătorii interstelare o reprezintă distanța uriașă care trebuie parcursă. Acest lucru înseamnă că este nevoie de o viteză foarte mare și/sau un timp de călătorie foarte lung. Timpul necesar de călătorie cu majoritatea metodelor realistice de propulsie ar fi de la zeci de ani la milenii. Prin urmare, o navă interstelară ar fi mult mai grav expusă la pericole față de călătoriile interplanetare, pericole ca vidul, radiațiile, imponderabilitatea și micrometeoriții. Durata îndelungată a călătoriei face dificilă proiectarea misiunilor cu echipaj uman. Limitele fundamentale ale spațiu-timp-ului vor fi o altă provocare. În plus, este dificil de prevăzut justificarea călătoriilor interstelare prin motive economice convenționale.

### Energie necesară
Un factor important care mărește dificultatea proiectării acestei călătorii este energia care trebuie să fie furnizată pentru a obține un timp de călătorie rezonabil. O limită inferioară pentru energia necesară este energia cinetică K = ½ mv2 unde m este masa finală. Dacă este nevoie de decelerație la sosire și aceasta nu poate fi obținută prin alte mijloace decât cu ajutorul motoarelor navei, atunci energia necesară va fi cel puțin dublă, deoarece energia necesară pentru a opri nava este egală cu energia necesară pentru a accelera la viteza de călătorie.
Viteza pentru călătoria unei nave spațiale cu echipaj uman care să aibă loc pe parcursul a doar câteva decenii până la cea mai apropiată stea ar trebui să fie de mii de ori mai mare decât viteza vehiculelor spațiale actuale. Acest lucru înseamnă că este necesară o energie de milioane de ori mai mare decât energia actuală folosită. Accelerarea unei tone la o zecime din viteza luminii necesită cel puțin 450 PJ sau 4,5 × 1017 J sau 125 miliarde kWh, fără a se ține seama de pierderi. Această energie trebuie să fie transportată de-a lungul călătoriei (combustibilul), deoarece metoda cu panouri solare nu funcționează la distanțe enorme de Soare sau de alte stele.
Există păreri conform cărora amploarea acestei energii ar face imposibilă călătoria interstelară. Aceste convingeri au fost prezentate la Conferința din 2008 privind metodele de propulsie, conferință la care viitoarele provocări privind propulsia spațială au fost discutate și dezbătute. S-a ajuns la concluzia că este improbabil de afirmat dacă oamenii ar putea explora vreodată dincolo de limitele Sistemului Solar. Brice N. Cassenti, profesor asociat la Departamentul de Inginerie și Știință al Institutului Politehnic Rensselaer, a declarat că: "cel puțin de 100 de ori energia totală produsă în toată lumea [într-un anumit an] ar fi necesară pentru o călătorie (până la Alpha Centauri)".

### Distanțe interstelare
Distanțele astronomice sunt adesea măsurate în timpul necesar unei raze de lumină pentru a călători între două puncte (vezi an-lumină). Lumina călătorește prin vidul cosmic cu aproximativ 300.000 de kilometri pe secundă sau 186.000 de mile pe secundă.
Distanța de la Pământ la Lună este de doar 1,3 secunde-lumină. Cu tehnologiile actuale de propulsie a unei nave spațiale, o navă poate călători de la Pământ la Lună în cca. opt ore (New Horizons). Asta înseamnă că lumina se deplasează de aproximativ 30.000 de ori mai rapid decât tehnologiile actuale de propulsie ale navelor spațiale. Distanța de la Pământ la alte planete din sistemul solar variază de la trei minute-lumină până la aproximativ patru ore-lumină. În funcție de planetă și de alinierea sa cu Pământul, o nava spațială fără pilot va parcurge aceste distanțe din sistemul solar în de la câteva luni până la puțin mai mult de un deceniu.
Cea mai apropiată stea cunoscută de Soare este Proxima Centauri, care se află la 4,23 ani-lumină distanță. Cu toate acestea, pot exista sisteme nedescoperite ale unor stele de tipul pitică cenușie. Cea mai rapidă nava spațială creată de oameni, Voyager 1, a călătorit a 1/600 parte dintr-un an-lumină în 30 de ani și în prezent a atins 1/18.000 din viteza luminii. În acest ritm, o călătorie spre Proxima Centauri ar dura 72.000 de ani. Desigur, misiunea Voyager 1 nu a fost concepută special pentru a călători rapid spre stele, iar cu tehnologia actuală o asemenea călătorie ar dura mai puțin. Timpul de călătorie ar putea fi redus la câteva milenii folosind nave spațiale cu vele solare; sau doar la un secol sau chiar mai puțin folosind propulsia bazată pe impuls nuclear. Pentru o mai bună înțelegere a uriașei distanțe până la una dintre cele mai apropiate stele de Soare, Alpha Centauri A (o stea asemănătoare Soarelui), se poate considera distanța Pământ-Soare (care este de ~ 150,000,000 km) ca fiind de un metru . La această scală distanța până la Alpha Centauri A ar fi de 271 km sau de aproximativ 169 mile.

### Mediul interstelar
O problemă majoră în cazul călătoriei cu viteze extrem de mari este aceea că materia interstelară (praf și gaz) poate provoca navei daune considerabile, datorită vitezelor relativ uriașe și a energiilor cinetice mari implicate. Au fost propuse unele metode de ecranare pentru a atenua aceste problemă. Obiecte mai mari (cum ar fi bucăți macroscopice de praf) sunt mult mai puțin frecvente, dar impactul cu acestea ar fi mult mai distructiv. Riscurile la impactul cu aceste obiecte și metodele de diminuare a acestor riscuri nu au fost evaluate în mod corespunzător.

### Călătoria în timp
Se poate argumenta că o misiune interstelară, care nu poate fi parcursă în mai puțin de 50 ani, nu ar trebui să aibă loc sub nicio formă. În schimb, presupunând că o civilizație se află în stadiul în care încă dezvoltă exponențial viteza sistemului de propulsie, dar nu a atins încă limita [tehnologică], resursele ar trebui să fie investite în proiectarea unui sistem de propulsie cât mai bun. Asta deoarece dacă a fost lansată o navă spațială lentă ea ar fi, probabil, ajunsă din urmă și depășită de o altă misiune trimisă mai târziu de aceeași civilizație, având o propulsie mai avansată.

### Comunicații
Timpul de întârziere tur-retur este timpul minim între realizarea unei observații de către o sondă și momentul în care sonda poate primi instrucțiuni de la Pământ în ceea ce privește reacția față de observație. Având în vedere faptul că informațiile nu pot călători mai repede decât viteza luminii, până la Voyager 1 comunicațiile durează în prezent aproximativ 32 de ore, iar în apropiere de Proxima Centauri ar fi de 8 ani. Reacții mai rapide se pot obține prin programarea sondelor de a lua decizii în mod automat în funcție de observațiile efectuate. Nu e cazul dacă zborul este cu echipaj uman deoarece acesta poate răspunde imediat la observațiile primite. Cu toate acestea, timpul de întârziere tur-retur face misiunea, în termeni de comunicare, să fie extrem de izolată de Pământ (exact cum erau izolați în trecut pe Pământ exploratorii umani înainte de inventarea telegrafului electric).
Comunicarea interstelară este încă problematică - chiar dacă o sondă ar putea ajunge la cea mai apropiată stea, capacitatea sa de a comunica înapoi pe Pământ ar fi dificilă având în vedere distanța extremă.

### Obiective principale pentru călătoriile interstelare
Există 59 de sisteme stelare cunoscute într-un interval de 20 de ani-lumină față de soare, care conțin 81 de stele vizibile. Următoarele obiective ar putea fi considerate prioritare pentru misiunile interstelare:
| Sistem stelar      | Distanța (a-l) | Comentarii |
| ------------------ | -------------- | --- |
| Alpha Centauri     | 4,3            | Cel mai apropiat sistem. Trei stele (G2, K1, M5). Alpha Centauri A este o stea similară soarelui (stea tip G2). Alpha Centauri B are o planetă confirmată.                                            |
| Steaua lui Barnard | 6,0            | Stea pitică roșie, luminozitate scăzută M5. Al doilea cel mai apropiat sistem stelar. |
| Sirius             | 8,7            | Stea masivă, foarte luminoasă A1, însoțită de o pitică albă. |
| Epsilon Eridani    | 10,8           | O singură stea K2 puțin mai mică și mai rece decât Soarele. Are două centuri de asteroizi, ar putea avea o planetă gigant și una mult mai mică, și poate avea un sistem solar de tip sistem planetar. |
| Tau Ceti           | 11,8           | O singură stea G8 similară cu Soarele. Probabilitate mare de a avea un sistem solar de tip sistem planetar: există dovada a existenței a 5 planete din care două în zona locuibilă.                   |
| Gliese 581         | 20,3           | Sistem planetar cu numeroase planete. Planeta neconfirmată Gliese 581 g și exoplaneta confirmată Gliese 581 d s-ar afla amândouă în zona locuibilă.                                                   |
| Vega               | 25,0           | Există cel puțin o planetă care are vârstă potrivită pentru ca pe ea să fi evoluat viața primitivă.                                                                                                   |

Tehnologia existentă este capabilă de a găsi sisteme planetare în aceste sisteme stelare, crescând astfel potențialul lor de explorare. (Vezi articolul Exoplanetă).

### Misiuni cu echipaj uman
Masa oricărei nave capabile să transporte oameni ar fi în mod inevitabil mult mai mare decât cea a sondelor interstelare fără pilot. De exemplu, primul sonda spațială, Sputnik 1, a avut o sarcină utilă de 83,6 kg, în timp ce prima navă spațială care a transportat un pasager viu (câinele Laika), Sputnik 2, a avut o sarcină utilă de șase ori mai mare, de 508,3 kg. Această diferență crește enorm în cazul misiunilor interstelare, având în vedere perioada foarte mare de timp și necesitatea care rezultă dintr-un sistem închis de susținere a vieții. Pe măsură ce tehnologia continuă să avanseze, având în vedere riscurile și cerințele necesare realizării călătoriei interstelare cu echipaj uman, este puțin probabil ca primele misiuni interstelare să poarte la bord forme de viață pământești.

## Metode propuse pentru călătoria interstelară
Dacă o navă spațială ar putea călători în medie cu 10 la sută din viteza luminii (și ar decelera la sosire în cazul misiunilor cu echipaj uman) acest lucru ar fi suficient pentru a ajunge la Proxima Centauri în patruzeci de ani. Câteva concepte de propulsie au fost propuse. Acestea ar putea fi eventual dezvoltate undeva în viitor dar nici unul dintre aceste concepte nu poate fi realizat pe termen scurt (în câteva decenii) la un cost acceptabil.

### Călătorie lentă
Proiectele de călătorie interstelară lentă, cum ar fi proiectul Longshot, sunt în general bazate pe tehnici de propulsie care pot fi construite în viitorul apropiat. În consecință, durata călătoriei este extrem de lungă, de la aproximativ un secol până la mai multe milenii. Aceste călătorii ar fi simplu de realizat și ar putea fi folosite la colonizarea spațiului. Sisteme de propulsie necesare sunt mai simple decât cele necesare călătoriei interstelare rapide, dar călătoria este un obstacol imens în sine. În continuare sunt prezentate principalele soluții pentru acest scenariu: nava-generație, animația suspendată, prelungirea vieții umane, transportul unor embrioni umani congelați. Dacă evoluția tehnologică nu permite călătoria interstelară rapidă, o călătorie de milenii în scopul supraviețuirii ar fi acceptabilă față de durata de viață a unei rase inteligente care ar fi de ordinul milioanelor de ani.

### Călătorie rapidă
Posibilitatea de a dezvolta nave capabile să ajungă mult mai repede la alte stele, adică în decursul unei vieți umane, este în mod natural mult mai atractivă. Cu toate acestea, acest lucru ar necesita metode de propulsie mult mai avansate sau o fizică diferită.

#### Viteză subluminică

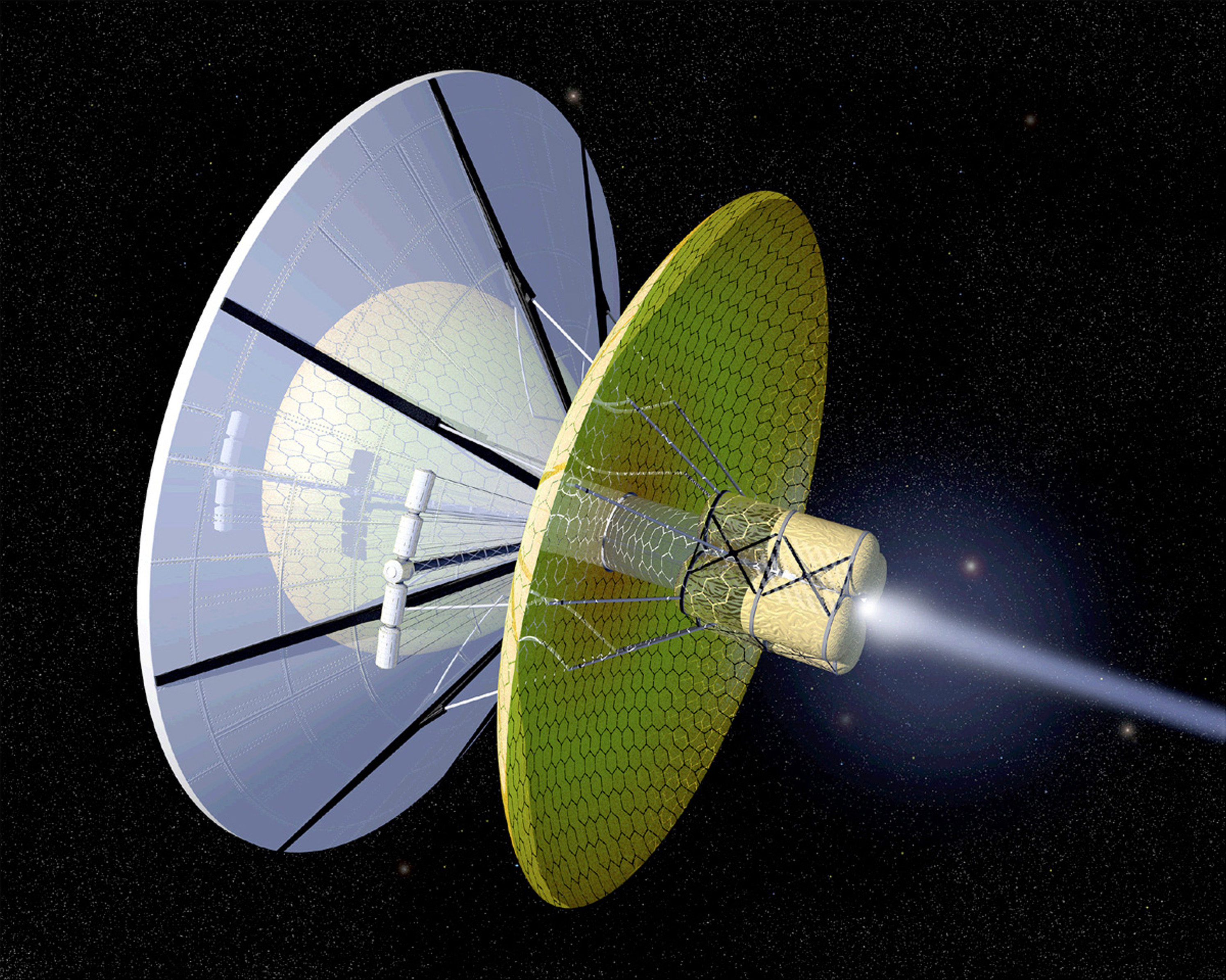
statoreactoul Bussard

În 1957, s-a considerat că este posibilă construcția unei nave spatiale de 8 milioane de tone, cu motoare de propulsie pe bază de impuls nuclear, capabilă să atingă 7% din viteza luminii. Problema acestei metode este faptul ca folosește explozii nucleare la propulsie și, prin urmare, include riscuri mari de radiații.
O altă metodă teoretică a fost cea propusă în 1960 de către Robert W. Bussard, numită colectorul sau statoreactoul Bussard, în care un fel de cupă uriașă ar capta și comprima hidrogenul interstelar care ar fi folosit într-o reacție de fuziune nucleară și apoi s-ar expulza heliul rezultat. Deoarece combustibilul ar fi colectat treptat în timpul călătoriei nava ar putea accelera teoretic până aproape de viteza luminii. În anii viitori propunerea a fost obiectul unor calcule care au estimat faptul că forța de tracțiune generată este mai mică decât rezistența cauzată de forma galeriei. În cele din urmă s-a propus un reactor stabilizat de un giroscop care ar permite forței de tracțiune să învingă rezistența.

#### Viteză luminică
Dacă persoanele fizice ar putea fi transmise ca informații și reconstruite la destinație atunci călătoria cu exact viteza luminii ar fi posibilă. De menționat că, potrivit relativității generale, informațiile nu pot călători mai repede decât lumina. Creșterea vitezei de deplasare față de călătoria subluminică ar fi minimă pentru observatorii externi, dar pentru călători, călătoria va fi instantanee.
Codificarea, transmisia și apoi reconstrucția exactă atom cu atom, de exemplu a unui corp uman, este o perspectivă descurajantă, dar ar putea fi suficientă trimitea unui tip de program software care să recreeze modelul neurologic al unei persoane. Acest lucru presupune că receptorul și/sau dispozitivul de reconstrucție a fost trimis anterior prin mijloace mai convenționale.

#### Viteză superluminică
Oamenii de știință și autori de științifico-fantastic și-au imaginat mai multe metode teoretice de a depăși viteza luminii. Din păcate, chiar și cea mai plauzibilă dintre aceste teorii rămâne în prezent extrem de speculativă.

##### Distorsiunea spațiu-timpului
Conform teoriei relativității generale, spațiu-timpul este curbat. În domeniul științifico-fantastic se poate imagina utilizarea unei "scurtături" între două puncte. Următoarea formulă bazată pe relativitatea generală poate permite călătoria mai repede decât lumina dacă spațiu-timpul este curbat :
{\displaystyle G\mu \,v+8\pi \,GT\mu \,v}

##### Gaură de vierme
Folosirea unei găuri de vierme este, probabil, metoda de călătorie superluminică cea mai puțin riscantă în stadiul actual al științei. O gaură de vierme este o distorsiune a spațiului-timp, care teoretic ar putea conecta două puncte arbitrare din univers, fiind numită inițial podul Einstein-Rosen. Nu se cunoaște încă dacă este posibilă existența găurilor de vierme. Există soluții ale ecuației relativității generale care permit existența găurilor de vierme, dar toate soluțiile cunoscute implică ipoteze - de exemplu, existența masei negative - care ar putea fi contrare fizicii.
Ar putea exista două tipuri de găuri de vierme utilizabile pentru călătoria interstelară. Primul tip provine din același proces care duce la apariția găurilor negre: moartea unei stele. Găurile de vierme de acest tip ar fi sunt suficient de sigure pentru oameni deși pot exista unele găuri negre cu intense forțele gravitaționale care distrug orice obiect macroscopic care intră în ele. Un alt tip de gaură de vierme este propus pe baza gravitației cuantice. Unii au speculat existența găurilor de vierme euclidiene care apar și dispar spontan, care există la nivelul constantei lui Planck, acestea ar putea fi deschise cu ajutorul energiei negative, dar energia necesară ar fi imensă. Nu este sigur dacă acest lucru este teoretic posibil, în absența unei teorii acceptate a gravitației cuantice. O altă teorie sugerează că ar fi posibil să se deschidă găuri de vierme prin ruperea spumei cuantice.